# 大禹乡
大禹乡，是中华人民共和国山西省吕梁市临县下辖的一个乡镇级行政单位。

## 行政区划
大禹乡下辖以下地区：
大峪沟村、后刘家庄村、善庆峪村、瓦舍坪村、姚家山村、康家塔村、歧道村、府底村、刘家圪达村、岩头村、前小峪村、佛堂峪村、圪台上村、张家圪达村、后大禹村、大后沟村、前大禹村、神峪塔村、吕家岭村、杜家岭村、火燎坡村、西沟村、贺家圪台村、石梯沟村、秦家圪塄村、前阳塔村、樊家山村、王家坪村、后小峪村、候家沟村、前刘家庄村、树家山村、圪麻岭村、柳树墕村和冯家山村。